# Hans Andersson i Bråfors
Hans Andersson (i riksdagen kallad Andersson i Bråfors), född 13 juli 1762 i Norbergs socken, död 10 juli 1835 i Norbergs socken, var en svensk riksdagsman i bondeståndet.
Andersson företrädde Skinnskattebergs härad och Gamla Norbergs bergslag av Västmanlands län vid den urtima riksdagen 1817–1818. Han var då suppleant i expeditionsutskottet.